# 高利克
高利克（1933年—）是斯洛伐克汉学家，翻译家，斯洛伐克科学院研究员。他是捷克汉学家普实克的学生，主要研究方向是中国现代文学与中西文学的比较，并且翻译了大量老舍、茅盾等人的作品。

## 链接
- 高利克著作列表（英文）